# Мосейчук Наталія Миколаївна
Ната́лія Мосейчу́к, до шлюбу Петрусенко, у другому шлюбі Раєвська (нар. 30 травня 1973, Теджен, Туркменська РСР) — українська журналістка, ведуча, ютуберка. Ведуча програми ТСН та ток-шоу «Право на владу» на телеканалі 1+1, кураторка соціального проєкту «Право на освіту», кураторка Школи супергероїв, кураторка премії для вчителів Global Teacher Prize Ukraine.
За рейтингом журналу «Фокус» Мосейчук входить у 20 найуспішніших телеведучих України та у рейтинг 100 найбільш впливових жінок України. У 2021 році увійшла до рейтингу Топ 100 успішних жінок України за версією видання Новое Время.

## Життєпис
Народилася 30 травня 1973 року в Теджені, Тедженський район, Марийська область, Туркменська РСР. Батько — військовик Микола Федорович Петрусенко, мати — освітянка Ганна Миколаївна Петрусенко. Брат: Петрусенко Олександр Миколайович.
У 1990 році закінчила середню школу в Бердичеві Житомирської області. У 1995 році закінчила факультет іноземних мов Житомирського педагогічного університету. Студенткою влаштувалася на житомирське обласне телебачення на посаду журналістки та телеведучої.
У першому шлюбі з Мосейчуком Леонідом Леонідовичем. 1998 року народила сина Антона. У другому шлюбі з Раєвським Іллєю Івановичем у 2012 році народила сина Матвія.

## Кар'єра
- 1993 р. — почала працювати журналісткою і ведучою на Житомирському обласному телебаченні.
- 1997 р. — ведуча інформаційно-розважальної програми «Ранкове ревю» на телеканалі «Інтер».
- 1998 р. — ведуча новин на каналі «Ютар».
- 1999 р. — ведуча новин телекомпанії «Експрес-інформ».
- 2003 р. — ведуча служби інформації «5 каналу». Авторка і ведуча програми «VIP-жінка».
- У серпні 2006-го р. перейшла на канал «1+1» як ведуча Телевізійної служби новин (ТСН). Також була авторкою та ведучою проєкту «Приховане життя» про публічну і непублічну сторони життя відомих політиків[8].Перехід Мосейчук на 1+1 генпродюсер «5 каналу» Юрій Стець прокоментував так: «Я точно знаю, що це не бажання більше заробити й не бажання, власне, піти з „5 каналу“. У неї була мрія працювати на 1+1 і, на мою думку, саме в цьому слід шукати причини». Мосейчук в інтерв'ю «Львівському порталу» сказала, що приводом послужило звільнення з каналу декількох значущих для неї фігур — зокрема ведучого, «вчителя і друга» Романа Скрипіна. А також висловила думку, що до того часу «канал чесних новин» помітно змінився: «Це вже були не ті новини, які ми робили у 2004-му…»[11].
- На початку жовтня 2016 року стала разом з Сергієм Івановим ведучою ток-шоу «Право на владу»[12].
- 2017 року — стала кураторкою премії Global Teacher Prize Ukraine та створила номінацію «Вибір серцем», мета якої знайти вчителів, які мають час, сили та натхнення і навчають маленьких пацієнтів у медичних установах.
- Веде основні випуски ТСН, що виходять на 1+1 о 19:30[13].

## Благодійність
2017 року Мосейчук ініціювала рух «Право на освіту» і працює з командою однодумців, щоб запровадити якісне шкільне навчання у всіх дитячих лікарнях.
2017 — зустрілась з Юрієм Синицею, що потребував пересадки нирки, провела з ним фотосесію та долучилась до кампанії збору коштів. Було зібрано 60 тис. євро.
1 червня 2018 року під час благодійного марафону у День захисту дітей Мосейчук допомогла зібрати 650 тис. грн для відкриття класу Школи Супергероїв у відділені інтенсивної та еферентної терапії гострих інтоксикацій при Національній дитячій клініки Охматдит. Гроші використали на ремонт, обладнання та фонд для оплати роботи вчителів майбутньої школи. Мосейчук є кураторкою Школи супергероїв.
В ефірі ТСН Мосейчук розповіла про історію двох 8-річних друзів. Микиті Федоренку з важким захворюванням хотів допомогти його друг Лука. Він шукав донорів серед однокласників та влаштував ярмарок у школі, щоб зібрати гроші. Після сюжету в ТСН за декілька днів було зібрано 35 тисяч євро. Операція пройшла успішно.
В ефірі ток-шоу «Право на владу» звернулася до президента Володимира Зеленського щодо трагічної загибелі двох батьків-лікарів від коронавірусу. Вона попросила взяти під особистий контроль долю їхнього сина, 13-річного Антона, який на той час перебував на апараті ШВЛ, а також справи всіх лікарів, з якими сталося лихо під час пандемії.

### Відкриття класів Школи супергероїв у Дніпрі
У серпні 2020 року Наталія Мосейчук в онлайні відкрила Школу супергероїв в онковідділенні Херсонської дитячої обласної клінічної лікарні.
У грудні 2020 року — відкрила нову Школу супергероїв для дітей у лікарні КП "Дніпропетровське обласне клінічне лікувально-профілактичне об'єднання «Фтизіатрія» у Дніпрі. Це вже друга школа для маленьких пацієнтів Дніпропетровщини. У листопаді в онко відділенні обласної дитячої клінічної лікарні запрацювала перша в регіоні Школа Супергероїв.
У березні 2021 року — відкрила новий, вже третій клас Школи Супергероїв у Охматдиті.
В Україні зараз працюють 8 Шкіл Супергероїв: 3 класи та бібліотека у національній лікарні Охматдит у столиці, дві школи в Житомирі, в Херсоні та дві у Дніпрі. Також відкрита школа в опіковому центрі в Києві.

### Global Teacher Prize Ukraine
У 2021 році в межах власної номінації «Вибір серцем» на премії Global Teacher Prize Ukraine Наталія Мосейчук нагородить двох вчителів. Першу премію отримає вчитель, який працює у школі при лікарні. Другу премію, вперше та спільно з благодійною організацією Схід-SOS, вручать вчителю або волонтеру, який навчає дітей у школі в прифронтовій зоні.

## Погляди та критика
Наталія Мосейчук неодноразово виступала проти мовного закону, а тих, хто порушує мовне питання під час російського вторгнення 2022, називала «українськими гнидами». 2019 року, говорячи про українську мову, заявила, що цитує допис Євгена Черняка, сказавши «Бізнес нагодує, мова не нагодує». Як виявилось, Євген такого в дописі, який наживо читала Мосейчук, не писав (включно з історією редагувань допису).
У вересні 2023 запропонувала взяти на поруки Коломойського.
Назвала ботами людей, які критикували її поведінку на передачі «Право на владу», спричинивши суспільний резонанс.
Авторка вислову «Війна проти власного Президента — війна з державою».
У травні 2024 року заявила в інтерв'ю, що її син Антон пов'язав своє життя з іншою країною і повертатися до України не збирається.

## Нагороди та відзнаки
- Лавреатка Всеукраїнської премії «Жінка III тисячоліття» в номінації «Рейтинг» (2006 р.).
- Журналістка року у сфері електронних ЗМІ[34]
- 2013 р. — премія Телетріумф у номінації «Ведучий/ведуча інформаційної програми»
- 2018 р. — премія Телетріумф у номінації «Ведучий/ведуча інформаційної програми»[35]
- 24 серпня 2022 року — Указом Президента України № 593/2022 нагороджена орденом княгині Ольги III ступеня[36]